# 五龙庙文昌阁
五龙庙文昌阁位于四川省阆中市河楼乡白虎村境内的五龙山麓，为一元代古建筑，1991年4月16日公佈為四川省第三批文物保護單位。2001年6月25日列為第五批全國重點文物保護單位。
五龙庙始建于唐代，元代重建，庙内的文昌阁属四川地区保存不多的元代木结构建筑之一，历经明代清代多次维修，仍基本保留下了元代建筑的主体构架。